# Скаат, Харель
Харе́ль Ска́ат (ивр. הראל סקעת‎ род. 8 августа 1981, Кфар-Сава) — израильский певец, автор песен. Представитель Израиля на конкурсе песни Евровидение 2010 в Осло с песней «Milim».

## Биография

### Ранние годы
Харель Скаат родился в городе Кфар-Сава (Израиль) в семье йеменских евреев. Харель — средний ребёнок в семье, у него есть старшая сестра и младший брат. Начал свою сценическую карьеру в очень молодом возрасте. Его певческий талант был заметен уже с самого раннего детства. Отец Хареля начал учить его петь, подыгрывая ему на гитаре. В те годы Харель участвовал в различных детских шоу и концертах. В возрасте 6 лет он выиграл конкурс детской песни на фестивале в Кфар-Саве, а также появился в эпизоде на Хануку популярного израильского телевизионного шоу «Парпар нехмад».
В юношеском возрасте Харель в течение трех лет учился играть на клавишных. Затем, уже во время службы в израильской армии, Харель пел в молодёжном ансамбле подразделения. После военной службы он был принят в «Бейт-Цви» — колледж, специализирующийся в области искусств. Однако, добившись большого успеха, Харель оставил учёбу.

### Музыкальная карьера
Его прорыв произошёл в 2004 году во время участия во II сезоне телевизионного шоу «Кохав Нолад» («Рождение звезды»), подобном российской «Народному артисту». С самого начала Харель был отмечен как один из самых заметных и любимых кандидатов, а СМИ предсказывали, что именно он будет победителем. Впечатляли его вокал и чрезвычайно привлекательная внешность. Но Харель Скаат оказался вторым после Хареля Мояля, получив множество комплиментов в свой адрес по поводу успехов на разных этапах шоу.
После окончания шоу возник большой спрос на Хареля со стороны местных музыкальных компаний. Он подписал контракт с музыкальной звукозаписывающей компанией Hed Artzi в 2005 году и начал работать над своим дебютным альбомом. В записи альбома принимал участие известный певец, поэт, композитор и музыкальный продюсер Изхар Ашдот.
В 2005 году Скаат был выбран для исполнения израильского гимна «Ха-Тиква» во время футбольного матча между Израилем и Францией. Также в 2005 году Харель сыграл роль в мюзикле «Ми ше-халам» («Тот, кто мечтал») о последних 10 годах из жизни Ицхака Рабина, израильского премьер-министра, убитого в 1995 году. В это же время Харель принимал участие в «Фестигале» — программах выступлений для детей, которые проводятся ежегодно во время сезона Хануки (декабрь).
В июле 2006 года Харель выпустил свой дебютный альбом, в который вошли несколько хитов, в том числе «Кама од эфшар», «Машеху мимени», и романтические баллады: «Бдидут», «Ве-ат». Многие из песен альбома были написаны известными поэтами и композиторами, такими, как Керен Пелес, Эстер Шамир и Охад Хитман. Харель также сам написал текст к песне «Афилу ше-срефот» («Даже если пожары»). Первоначальная оценка альбома была неоднозначной: критиковали за отсутствие спонтанности и включение танцевальных треков. В итоге альбом достиг платинового статуса меньше, чем через месяц после выхода. Из-за небольшого размера рынка, израильская музыкальная промышленность определяет, что альбом будет золотым, когда продает 20000 экз.
Харель завоевал множество наград за свои работы. Первый сингл с альбома «Ве-ат» («И ты»), написанный для него Керен Пелес, быстро стал хитом. В 2006 году Харелю присвоили звание «Певец года» в разделе «Конкурс песни на иврите», кроме этого он выиграл приз «Песня года» за «Ве-ат» на 24 музыкальном канале в Израиле Music Awards (AMI), а также приз «Альбом года» и «Человек года».
29 мая 2010 года состоялся конкурс песни Евровидение в Осло (Норвегия), в котором Харель принял участие, исполнив песню «Milim». Занял 14 место.

### Личная жизнь
Харель Скаат — открытый гей. В октябре 2010 года он рассказал о своей гомосексуальности в документальном фильме, который был снят для одного из телеканалов Израиля.

## Дискография

### Студийные альбомы
- Harel Skaat (2006)
- Dmuyot (2009)
- Eurovision 2010 (EP) (2010)
- Shuv Meushar (2012)

### Синглы
- Ein Od Si’kui (2002)
- Ve’at (2006)
- Kama Od Efshar (2006)
- Mashehu Mimeni (2006)
- Kol Hatziporim (2006)
- Im Hu Yelech (2007)
- Muvan Li Achshav (2009)
- Boi Ha Yom (2009)
- Sof (2009)
- Od Yair Alay (2009)
- Milim (2010)
- Od Tihye Li Ahava(2011)
- 21st Century(2011)
- How Many More Ways (2011)